# Verena Aschauer
Verena Hanshaw (született: Verena Aschauer, Bécs, 1994. január 20. –) osztrák labdarúgó. Jelenleg a német bajnokságban érdekelt Eintracht Frankfurt csapatának védője.

## Pályafutása

### Klubcsapatban
Gyermekkorában az SC Groß-Enzersdorf együttesénél kezdett el focizni 2000-ben. Tíz éves korában az SV Esslinghez, majd 2007-ben a FC Stadlauhoz került. 
Felnőtt karrierjét 2009-ben a bécsi Landhaus csapatánál kezdte, de 2010-ben elfogadta a német Bundesliga újonc Herforder SV ajánlatát, ahol 19 mérkőzésen szerepelt. Egy évvel később a másodosztályú BV Cloppenburg együtteséhez kötelezte el magát.
Pályafutásának első igazi áttörése 2014-ben az SC Freiburg csapatához igazolása, itt két szezont töltött el, majd az SC Sandnál bővítette Bundesliga szezonjainak számát és 2016-ban DFB-kupa döntőjébe jutott csapatával.
2018-ban kétéves szerződést kötött az 1. FFC Frankfurttal. Klubja 2020 nyarától az Eintracht Frankfurt női szakosztályaként működik.

### A válogatottban
2009-ben bemutatkozhatott az U17-es válogatottban, 2011-ig hét mérkőzésen szerepelt. Még ebben az évben bekerült az U19-es csapatba.
2011. április 27-én Szlovénia ellen lépett első alkalommal a felnőtt csapattal pályára. A Hollandiában rendezett 2017-es Európa-bajnokságon egyedüli osztrákként beválasztották a Torna csapatába.

## Sikerei, díjai

### Klubcsapatokban
Német kupa ezüstérmes (1):
- SC Sand: 2017

### A válogatottban
Ausztria
- Ciprus-kupa aranyérmes: 2016[7]